# چرنووایا
چرنووایا (به لاتین: Chernovaya) یک منطقهٔ مسکونی در روسیه است که در سرزمین آلتای واقع شده‌است.